# Матхару, Индерджит Сингх
Индерджит Сингх Матхару (англ. Inderjit Singh Matharu, род. 1 сентября 1969, Найроби) — кенийский хоккеист (хоккей на траве), нападающий. Участник летних Олимпийских игр 1988 года.

## Биография
Индерджит Сингх Матхару родился 1 сентября 1969 года в кенийском городе Найроби.
Окончил среднюю школу Ошуал в Найроби.
Играл в хоккей на траве за «Симба Юнион» из Найроби.
В 1986 году дебютировал в сборной Кении в матче против Танзании в Дар-эс-Саламе.
В 1988 году вошёл в состав сборной Кении по хоккею на траве на летних Олимпийских играх в Сеуле, занявшей 12-е место. Играл на позиции нападающего, провёл 7 матчей, забил 3 мяча (по одному в ворота сборных Испании, Нидерландов и Южной Кореи).
Последний матч в составе сборной Кении провёл в 1999 году в Йоханнесбурге против ЮАР.
Кумиром в хоккее на траве называл индийца Паргата Сингха.